# Сандыревская волость (Московская губерния)
Сандыревская волость — волость в составе Коломенского уезда Московской губернии. Существовала до 1929 года. Центром волости было село Сандыри.
По данным 1922 года в Сандыревской волости было 9 сельсоветов: Городищенский, Лукерьинский, Лысцевский, Молитвенский, Никульский, Подлипский, Сандыревский, Северско-Бакунинский и Хорошевский.
В 1923 году Северско-Бакунински с/с был переименован в Северский.
27 октября 1925 года был образован Бакунинский с/с (выделен из Северского с/с), а Молитвенский с/с преобразован в Семибратский.
В 1926 году Семибратский с/с был преобразован обратно в Молитвенский.
В ходе реформы административно-территориального деления СССР в 1929 году Сандыревская волость была упразднена.